# Ewout Pierreux
Ewout Pierreux (Halle, 8 maart 1978) is een Belgisch pianist.

## Levensloop
Pierreux werd geboren in een creatieve familie met een muzikale vader (saxofoon) en een schilderende moeder.
Hij volgde een klassieke opleiding aan de muziekacademie van Halle en Gooik (Vlaams-Brabant), waar hij afstudeerde in 1996. Daarna koos hij voor piano en vervolgde zijn studies aan het Lemmensinstituut in Leuven, waar hij onder meer werd opgeleid door Ron Van Rossum, Frank Vaganée, Dré Pallemaerts, Bert Joris en Peter Hertmans. Hij studeerde af in 2001.
Hij is de vaste pianist en echtgenoot van de Zuid-Afrikaanse zangeres Tutu Puoane.  Met haar richtte hij in 2010 ook het platenlabel SoulFactory Records op.  Verder maakt hij deel uit van Rebirth::Collective, de mini-bigband onder leiding van trombonist Dree Peremans en van het Bart Defoort Quintet.  Als vervanger speelt hij regelmatig met het Brussels Jazz Orchestra.  Sinds 2011 is hij ook verantwoordelijk voor de concertprogrammatie van de Antwerpse jazzclub Café Hopper.
Pierreux is als docent Jazzpiano en Ensemble verbonden aan De Kunsthumaniora in Antwerpen.